# Seticoronaria
Seticoronaria is een orde in de taxonomische indeling van de peniswormen (Priapulida).

## Taxonomie
- Orde Seticoronaria
  - Familie Chaetostephanidae
    - Geslacht Maccabeus
      - Maccabeus cirratus
      - Maccabeus tentaculatus